# Kanton San Juan Bosco
Der Kanton San Juan Bosco befindet sich in der Provinz Morona Santiago im Südosten von Ecuador. Er besitzt eine Fläche von 1055 km². Im Jahr 2020 lag die Einwohnerzahl schätzungsweise bei 5000. Verwaltungssitz des Kantons ist die Ortschaft San Juan Bosco mit 1390 Einwohnern (Stand 2010).

## Lage
Der Kanton San Juan Bosco befindet sich im Süden der Provinz Morona Santiago. Das Gebiet wird im Westen von der Cordillera Real und im Osten von der Cordillera del Cóndor begrenzt. Im Nordosten wird der Kanton von den Flüssen Río Namangoza und Río Santiago begrenzt. Der Río Zamora durchfließt den Kanton in nördlicher Richtung. Die Fernstraße E45 (Loja–Macas) führt durch den Kanton und an dessen Hauptort vorbei.
Der Kanton San Juan Bosco grenzt im Norden und im Nordosten an den Kanton Limón Indanza, im Südosten an Peru sowie im Süden und im Südwesten an den Kanton Gualaquiza.

## Verwaltungsgliederung
Der Kanton San Juan Bosco ist in die Parroquia urbana („städtisches Kirchspiel“)
- San Juan Bosco

und in die Parroquias rurales („ländliches Kirchspiel“)
- Pan de Azúcar
- San Carlos de Limón
- San Jacinto de Wakambeis
- Santiago de Pananza

gegliedert.

## Geschichte
Der Kanton San Juan Bosco wurde am 30. Juni 1992 eingerichtet (Registro Oficial N° 968). Er wurde zu Ehren des katholischen Priesters Don Bosco benannt.

## Ökologie
Im Nordwesten des Kantons befindet sich das Schutzgebiet Área Ecológica de Conservación Municipal Siete Iglesias.